# 打田稔
打田 稔（うちだ ねん、1953年 - 2016年）は、日本のモーターサイクルジャーナリスト、編集者、写真家（JPS日本写真家協会、JRPA日本レース写真家協会会員）、オフロードライダーである。本名：打田 稔（うちだ みのる）。エディトリアルプロダクション有限会社シフト代表。山形県鶴岡市出身、東京都在住。1987年から1999年までの12年間、月刊ガルル（実業之日本社・刊）の編集長を務め、国内にオフロードバイク人気とエンデューロブームを築いた。自らも国際ラリーレイドなどに出場し、海外のオフロードレースを紹介したオフロードバイク界の第一人者。

## 来歴
- 1977年 - 東京綜合写真専門学校に入学。それまで描き続けてきた絵画をやめ、本格的に写真術を学ぶ
- 1981年 - 『月刊プレイライダー』（芸文社）のカメラマン＆編集者として席をおく。雑誌業界で仕事を始める
- 1983年 - フリーランスカメラマンとして独立。『The Bike』（毎日新聞社）、『モトライダー』（三栄書房）、『サイクルサウンズ』（山海堂）、『サイクルワールド』（ソニー出版）などの2輪専門誌をメインに4輪専門誌や一般誌にも関わる
- 1984年 - 書籍『ベストライダー入門』（文研出版）を出版
- 1986年 - パリ・ダカールラリーを取材する
- 1987年 - 『月刊ガルル』（実業之日本社）編集長に就任。1999年までの12年間を務め、国内にオフロードバイク人気、エンデューロブームを築く
- 1988年 - テレビ朝日『ウインズサファリ/大地と闘う1万キロ』の2時間特番にゲスト出演。司会は歌手の河島英五
- 1989年 - TBS『男のBEタイム』に出演。富士山麓でオフロードバイクを楽しむ“男の時間”を収録しオンエア
- 1990年 - FM山口から海外ラリーの取材を受け、3週にわたり放送される
- 1991年 - RKB毎日放送（福岡）『パンパシフィック・スーパークロス』の実況解説者として出演
- 1993年 - テレビ東京『YAMAHA ON and OFF』に夫婦でオフロードツーリングを楽しむという想定で出演
- 1999年 - 『オフロード・バム』（エイ出版社）創刊、編集長に
- 2003年 - 新潟県立川西高等学校でバイク講演。全校生にバイクや冒険ラリーのすばらしさと感動、夢を持つこと大切さを講演する
- 2003年 - エディトリアルプロダクション有限会社シフトを設立、代表取締役に
- 2004年 - 『Off-Road Rider』（エイ出版社）創刊、編集長に
- 2005年 - FMアップル（北海道のコミュニティーFM）に出演
- 2006年 - 映画『スーパークロス』（アメリカ・配給/日活）公開記念"アゲアゲ"スーパーライブ試写会にゲスト出演
- 2009年 - 平凡社新書『ハーレーダビッドソンの世界』（平凡社）を出版
- 2009年 - 東京FM『SUNTORY SATURDAY WATING BAR “AVANTI”』に出演（11月7日オンエア）、スーパーカブの歴史について語る
- 2010年 - 東京FM『SUNTORY SATURDAY WATING BAR “AVANTI”』に出演（3月13日オンエア）、ハーレーダビッドソンの人気について語る
- 2010年-2012年 - 東京綜合写真専門学校から招かれ、在学生に“社会の現場”について講義を行う
- 2016年 - 6月死去[3]

## 主な企画・編集書籍
- 『PROJECT BIG-1 20th ANNIVERSARY』(2012年10月31日発売/八重洲出版)
- 『REAL Motorcycle Vol.2 RC30/Honda VFR750R 開発者の熱い想いが名馬を生んだ』（2012年2月29日発売/八重洲出版）
- 『REALMotorcycle 伝説の2ストローク最強マシン Honda NSR250R』(2011年8月31日発売/八重洲出版)
- 『モトクロス黄金時代 1960's-1990's』(2010年12月発売/八重洲出版)
- 『Dream CB Ⅱ』(2010年発売/八重洲出版)
- 『ハーレーダビッドソン・アーカイブ・コレクション1960-2010』(2009年発売/八重洲出版)
- 『YAMAHA RACING GLORY Since1955 ヤマハ栄光の記録』(2009年発売/八重洲出版)
- 『GREATEST HARLEY 1903-2008』(2008年発売/八重洲出版)
- 『ヤマハ・オフ・ワールド』(2008年発売/八重洲出版)
- 『地球一バイク Honda Super Cub』（2008年発売/八重洲出版）
- 『Go! Go! Monkey!』(2007年発売/八重洲出版)
- 『Dream CB』(2006年発売/八重洲出版)
- 『VINTAGE OFF ROAD BIKE COLLECTION 381』(2006年発売/八重洲出版)
- 『ハーレーダビッドソン・ソフテイル・メンテナンスブック』(2005年発売/八重洲出版)
- 『岡田忠之のライディングテクニック』(スタジオTAC)
- 『HONDA XR FILE』(スタジオTAC)
- 『ウイリー松浦のオフロードテクニック』(スタジオTAC)
- 『オフロードバイク・メンテナンス＆セッティング』(スタジオTAC)
- 『ハーレーダビッドソン・スポーツスター・マスターブック』(スタジオTAC)

## 主な著書
- 平凡社新書『ハーレーダビッドソンの世界』（平凡社）
- 『ベストライダー入門』（文研出版）

## 主な国際レース出場歴
- 1984年10月 - 第3回ファラオラリー（エジプト）：日本人初出場、ミスコースで行方不明になりながらも時間外完走（XLX250R）
- 1985年10月 - 第4回ファラオラリー（エジプト）：マラソンクラス7位（XL650R）
- 1986年11月 - バハ1000（メキシコ）：参戦記を雑誌で紹介、翌年から日本人参加者が激増する。クラス3位（XR350R）
- 1987年5月 - スモーキングホイール（グアム）：グアムのバイクショップでバイクをレンタルし参加。7位（RM250）
- 1987年11月 - バハ1000（メキシコ）：マイク眞木らとチームを結成し出場。完走（XR250R）
- 1988年8月 - ウィンズサファリ（オーストラリア）：3日目に右膝靭帯を切断しながらも完走。帰国後2カ月の入院。総合25位・クラス6位（TT350R）
- 1989年11月 - バハ1000（メキシコ）：完走（XR250R）
- 1990年8月 - オーストラリアンサファリ（オーストラリア）：総合19位・クラス4位（XR250R）
- 1990年11月 - バハ1000（メキシコ）：マイク眞木・真木蔵人親子と出場し、完走（XR250R）
- 1991年8月 - オーストラリアンサファリ（オーストラリア）：5日目にクラッシュし90分間意識不明でリタイア。そのシーンがテレビで放映される（XR250R）
- 1991年11月 - バハ1000（メキシコ）：総合33位・クラス6位
- 1992年5月 - 第1回ロシアンラリー（ロシア）：完走（XT400E）
- 1992年11月 - バハ1000（メキシコ）：バイク冒険家・風間深志とチームを結成し出場。総合52位・クラス15位（KDX250R）
- 1993年11月 - バハ1000（メキシコ）：完走（XR250R）
- 1995年7月 - 第1回ラリーレイドモンゴル（モンゴル）：総合16位・クラス5位（XR BAJA）
- 1996年7月 - 第2回ラリーレイドモンゴル（モンゴル）：元全日本モトクロスチャンピオン東福寺保雄らとチームを結成し出場。4日目に右足を骨折したままラリーを続行したが、6日目にマシントラブルでリタイア（XR250R）
- 1997年8月 - 第3回ラリーレイドモンゴル（モンゴル）：初日にマシントラブルでリタイア（XR250R）
- 1998年3月 - 第2回インターナショナル3デイズエンデューロ（マレーシア）：完走（XR400R）
- 1998年7月 - 第4回ラリーレイドモンゴル（モンゴル）：総合9位・オーバー38クラス1位（XR400R）
- 1999年1月 - 第21回グラナダ・ダカールラリー（スペイン／アフリカ）：5日目に140km/hのハイスピードでクラッシュ（鎖骨と肋骨6本を骨折）しリタイア（XR400R）
- 2005年8月 - 第1回ベンジン・ウランバートル2005（中国／モンゴル）：MOTO総合15位・クラス4位（KTM450EXC-R）